# 耶律谷欲
耶律谷欲（やりつ こくよく、生没年不詳）は、遼（契丹）の政治家・文学者。字は休堅。契丹六院部の出身。

## 経歴
節度使の耶律阿古只の子として生まれた。礼法に通じ、文章を得意とした。統和年間、六院部太保となった。開泰年間、塌母城節度使として出向した。覇州の疑獄を解決し、啓聖軍節度使に転じた。太平年間、再び六院部太保となった。病を理由にひとたび隠退したが、まもなく南院大王に抜擢された。老齢のため致仕を願い出たが、許されなかった。
興宗の詩友として仕え、また国政の諮問にも答えて、多くの建議をおこなった。耶律庶成や蕭韓家奴とともに遼国の上代の事跡と諸皇帝の実録の編纂にあたったが、完成しないうちに死去した。享年は90。

## 伝記資料
- 『遼史』巻104 列伝第34 文学下